# بهذه العلامة ستنتصر (شعار)

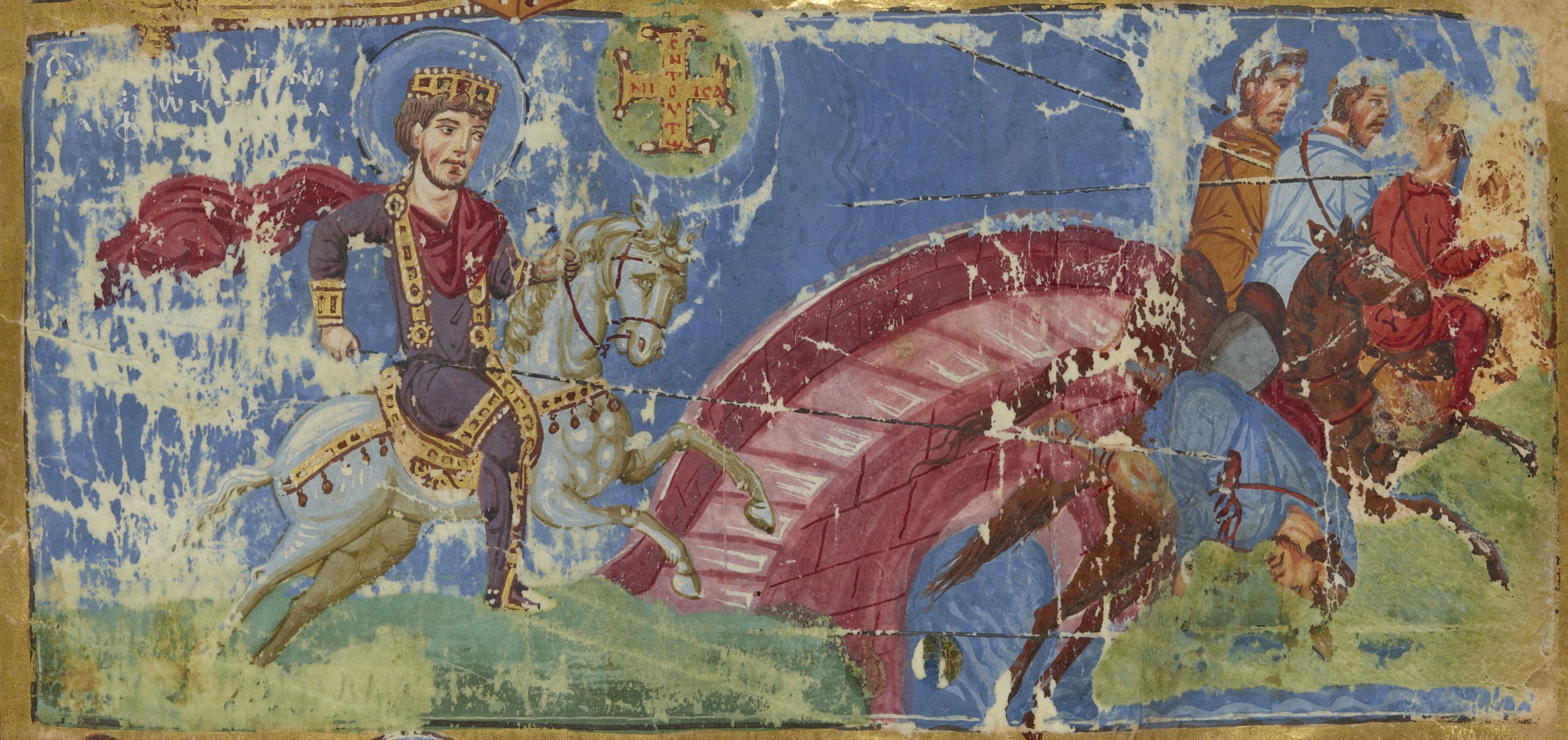
تفاصيل من مخطوطة بيزنطية من القرن التاسع. قسطنطين يهزم ماكسينتيوس عند جسر ميلفيان؛ رؤية قسطنطين عبارة عن صليب يوناني عليهἐν τούτῳ νίκα مكتوب عليها

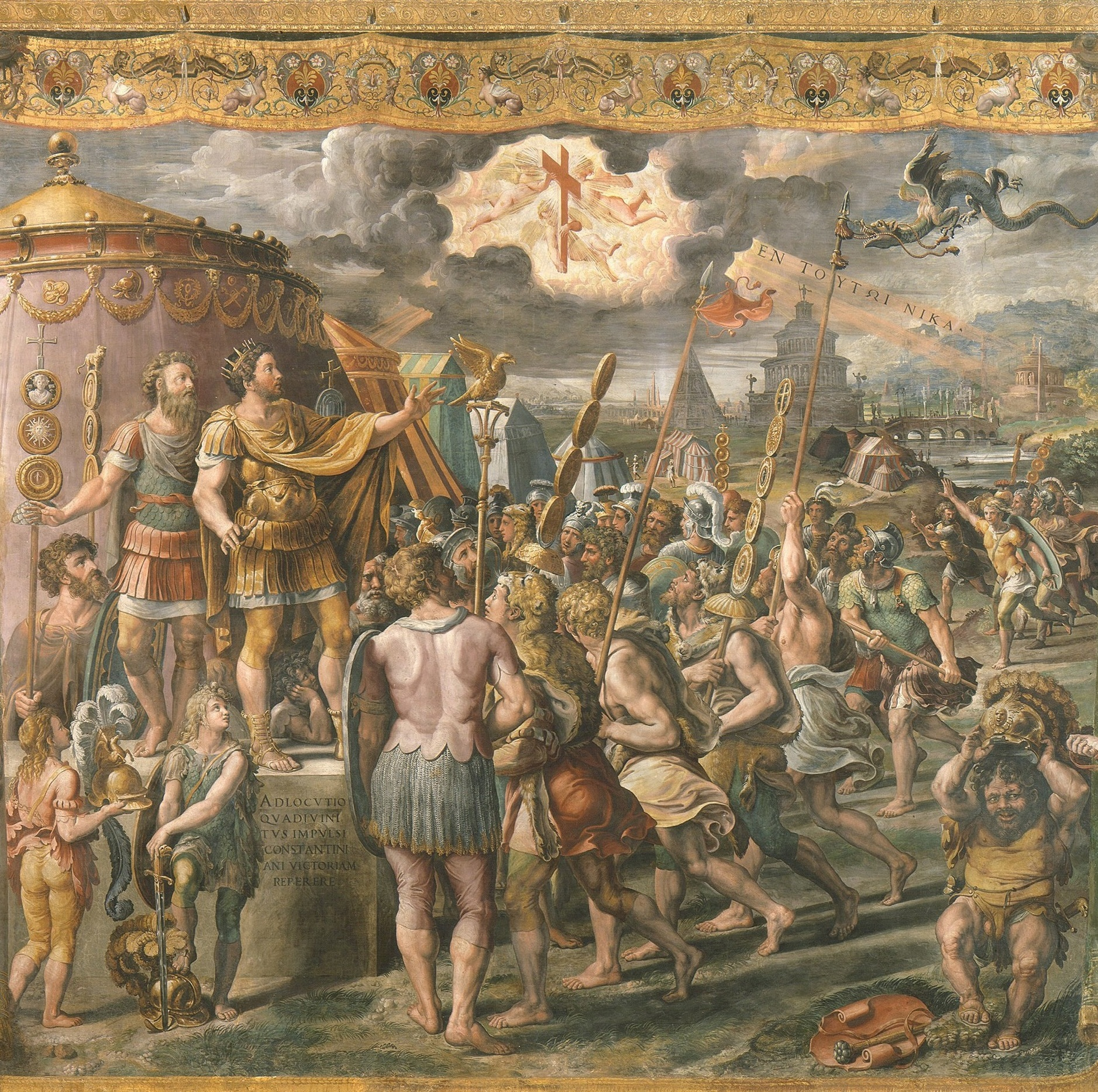
تفاصيل من رؤية الصليب لمساعدي رافائيل، تصور رؤية الصليب والكتابة اليونانية "Ἐν τούτῳ νίκα" في السماء، قبل معركة جسر ميلفيان.

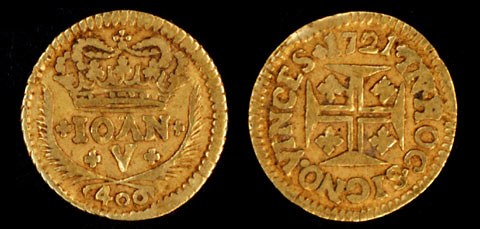
" In hocsigno vinces " على عملة برتغالية تعود لعام 1721 من عهد الملك جواو الخامس.

علم الإخوة كاليرجيس.

بهذه العلامة ستنتصر In hoc Signo vinces تلفظ لاتيني: [in ho̞ːk s̠íŋno̞ː wíŋke̞ːs̠] تلفظ لاتيني: [in ok ˈsiɲo ˈvint͡ʃes]k هي عبارة لاتينية تُترجم تقليديًا إلى الإنجليزية على أنها "بهذه العلامة ستنتصر"، وغالبًا ما تتم ترجمتها أيضًا على أنها "بهذه العلامة ستغلب".
العبارة اللاتينية نفسها تنقل، بشكل فضفاض، العبارة اليونانية " ἐν τούτῳ νίκα "، تمت ترجمتها كـ " toútōi níka " ( Modern Greek: ‎[en ˈduto ˈnika]‏ ) وتعني حرفياً "في هذا انتصر". لاحقا استخدمت مملكة البرتغال هذا الشعار منذ عام 1139،بحسب الأسطورة الموجودة في لوسياداس.

## تاريخها
كان لوسيوس كايسيليوس فيرميانوس لاكتانتيوس مؤلفًا مسيحيًا مبكرًا (حوالي 240 - 320 تقريبًا) الذي أصبح مستشارًا للإمبراطور الروماني المسيحي الأول، قسطنطين الأول (ومعلمًا لابنه)، حيث قام بتوجيه السياسة الدينية للإمبراطور كما تطورت خلال فترة حكمه..  يتمتع عمله De Mortibus Persecutorum بطابع اعتذاري، ولكن تم التعامل معه على أنه عمل تاريخي من قبل الكتاب المسيحيين. هنا يحفظ لاكتانتيوس قصة رؤية قسطنطين للتشي رو قبل تحوله إلى المسيحية.  تم العثور على النص الكامل في مخطوطة واحدة فقط تحمل عنوان Lucii Caecilii liber ad Donatum Confessorem de Mortibus Persecutorum.
يذكر المؤرخ يوسابيوس القيصري أن قسطنطين كان يسير مع جيشه (لم يحدد يوسابيوس الموقع الفعلي للحدث، لكن من الواضح أنه ليس في روما)، عندما نظر إلى الشمس ورأى صليب من النور فوقه، ومعه الكلمات اليونانية "( ἐν ) τούτῳ νίκα " ("في هذا، قهر")،  عبارة غالبًا ما تُترجم إلى اللاتينية كما في hoc Signo vinces ("في هذه العلامة، أنت سوف ينتصر"). 
في البداية لم يكن قسطنطين يعرف معنى الظهور، لكن في الليلة التالية رأى حلماً أوضح له المسيح أنه يجب أن يستخدم إشارة الصليب ضد أعدائه. ثم يواصل يوسابيوس وصف لاباروم،  المعيار العسكري الذي استخدمه قسطنطين في حروبه اللاحقة ضد ليسينيوس، ويظهر عليه علامة تشي رو. تم ربط روايات لاكتانتيوس ويوسابيوس، على الرغم من أنها ليست متسقة تمامًا، بمعركة جسر ميلفيان (312 م)، واندمجت في فكرة شائعة مفادها أن قسطنطين رأى علامة تشي رو في المساء السابق للمعركة.
تظهر العبارة بشكل بارز كشعار على شريط منتشر مع صليب على يساره، أسفل نافذة فوق سكالا ريجيا، بجوار تمثال الفروسية للإمبراطور قسطنطين، في الفاتيكان.  بعد أن أبدى الأباطرة والملوك الآخرون احترامهم للبابا، نزلوا من سكالا ريجيا، وكانوا يلاحظون الضوء الساطع من خلال النافذة، مع شعار يذكرنا برؤية قسطنطين، ويتم تذكيرهم باتباع الصليب.